# Alan Durban
William Alan Durban (* 7. Juli 1941 in Bridgend) ist ein ehemaliger walisischer Fußballspieler und -trainer, der 1972 mit Derby County als Spieler die englische Meisterschaft gewann. 1979 führte er Stoke City als Trainer in die erste Liga.

## Spielerkarriere

### Cardiff City
Alan Durban startete seine Spielerlaufbahn 1959 beim walisischen Verein Cardiff City, der zu diesem Zeitpunkt in der englischen Second Division spielte. In der Saison 1959/60 stieg Durban mit Cardiff in die erste englische Liga auf und erreichte in der Football League First Division 1960/61 mit seiner Mannschaft durch den 15. Platz den Klassenerhalt. Bereits in der folgenden Saison 1961/62 stieg der Verein jedoch als Tabellenvorletzter wieder in die zweite Liga ab.

### Derby County
Im Juli 1963 wechselte Alan Durban für £10.000 zu Derby County. Sein neuer Verein spielte in der Saison 1963/64 ebenfalls in der Second Division und verbrachte auch die kommenden Jahre in der zweithöchsten englischen Spielklasse. Erst mit der Ankunft des neuen Trainers Brian Clough und des Co-Trainers Peter Taylor zu Beginn der Saison 1967/68 wurde die erfolgreichste Zeit der Vereinsgeschichte eingeläutet. Auch für Alan Durban trat durch den Trainerwechsel eine Veränderung ein. Anstatt als Außenstürmer agierte er in der Folgezeit als offensiver Mittelfeldspieler hinter den Stürmern Kevin Hector und John O’Hare. In der Second Division 1968/69 gelang Derby nach 16 Jahren die Rückkehr in die First Division. Der Start in der höchsten englischen Spielklasse begann in der Saison 1969/70 mit dem vierten Platz sehr erfolgreich. Nach einem neunten Platz 1970/71 gewann Derby County in der Football League First Division 1971/72 den ersten Meistertitel der Vereinsgeschichte. Alan Durban bestritt in der Meistersaison 31 Ligaspiele und erzielte 6 Tore. In der Saison 1972/73 konnte County diesen Erfolg mit Platz 7 nicht wiederholen, dafür gelang dem Team um Ron Webster, Archie Gemmill, Alan Hinton, Roy McFarland und Durban der Einzug ins Halbfinale des Europapokal der Landesmeister 1972/73. Nachdem u. a. in der 2. Runde Benfica Lissabon bezwungen werden konnte, wartete im Halbfinale der italienische Meister Juventus Turin. Nach einer 1:3-Niederlage in Turin, schied Derby nach einem 0:0 zu Hause aus dem Wettbewerb aus und verfehlte so das Finale gegen Ajax Amsterdam.
Mit 112 Pflichtspieltoren belegt Alan Durban den siebenten Platz in der ewigen Bestenliste von Derby County. Im Dezember 2009 wurde er zudem in das All Star Team des Vereins gewählt.

### Walisische Nationalmannschaft
Zwischen 1966 und 1972 bestritt Alan Durban 27 Länderspiele für die walisische Nationalmannschaft. Sein Debüt bestritt er am 18. Mai 1966 in einem Länderspiel gegen Brasilien. Sein 27. und letztes Länderspiel fand am 27. Mai 1972 gegen Nordirland statt.

## Trainerkarriere

### Shrewsbury Town
1973 wechselte Alan Durban von Derby County zum Drittligisten Shrewsbury Town. Bei seinem neuen Verein übernahm er den Posten des Co-Trainers und war zudem weiterhin als Spieler aktiv. Am 1. Februar 1974 übernahm er die Position des Cheftrainers, stieg jedoch am Saisonende mit seiner Mannschaft in die vierte Liga ab. Bereits in der folgenden Saison 1974/75 führte er seine Mannschaft jedoch durch einen zweiten Platz hinter Mansfield Town zurück in die Football League Third Division. Nach zwei Mittelfeldplatzierungen in den folgenden beiden Jahren verließ Alan Durban am 13. Februar 1978 nach 4 Jahren Shrewsbury und übernahm den Trainerposten beim Zweitligisten Stoke City.

### Stoke City
Mit seiner neuen Mannschaft beendete er die Saison 1977/78 auf dem siebenten Platz der Football League Second Division. In der Folgesaison 1978/79 stieg Alan Durban mit Stoke City als Tabellendritter in die erste Liga auf. Dort erreichte der Aufsteiger als Achtzehnter der Football League First Division 1979/80 den Klassenerhalt. in der Saison 1980/81 steigerte er dieses Ergebnis und beendete die First Division als Elfter.

### AFC Sunderland
Nach Ablauf der Saison 1980/81 verließ Durban nach über drei Jahren Stoke und übernahm den Erstligakonkurrenten AFC Sunderland. Mit Sunderland verbrachte er die Saison 1981/82 überwiegend im Abstiegskampf und erreichte den Klassenerhalt nur dank zwei Punkten Vorsprung auf Leeds United. Nach Platz 16. in der First Division 1982/83 wurde Alan Durban am 2. März 1984 erstmals in seiner Trainerlaufbahn entlassen.

### Cardiff City
Nach einer zwischenzeitlichen Tätigkeit beim Amateurverein FC Willington trat er am 23. September 1984 bei seinem Heimatverein Cardiff City seine nächste Trainerstelle an. Der frühere Erstligist spielte zu diesem Zeitpunkt lediglich in der zweiten Liga und stieg mit dem neuen Trainer Alan Durban am Ende der Saison 1984/85 sogar in die Third Division ab. Damit war der Tiefpunkt jedoch noch nicht erreicht den auch in der Saison 1985/86 fand sich die Mannschaft im Abstiegskampf wieder und stieg am Saisonende sogar in die vierte Liga ab. Durban wurde kurz vor Saisonende am 28. April 1986 entlassen. Nach diesem Misserfolg war Alan Durban lediglich 1998 noch für fünf Spiele als Interimstrainer bei seinem ehemaligen Verein Stoke City tätig.
Nach dem Ende seiner Trainertätigkeit übernahm Alan Durban verschiedene Positionen als Scout und im Nachwuchsbereich zuletzt im Juli 2011 bei Stoke City.